# Esquí (objecte)
|  | Aquest article tracta sobre l'objecte utilitzat per esquiar. Vegeu-ne altres significats a «Esquí». |

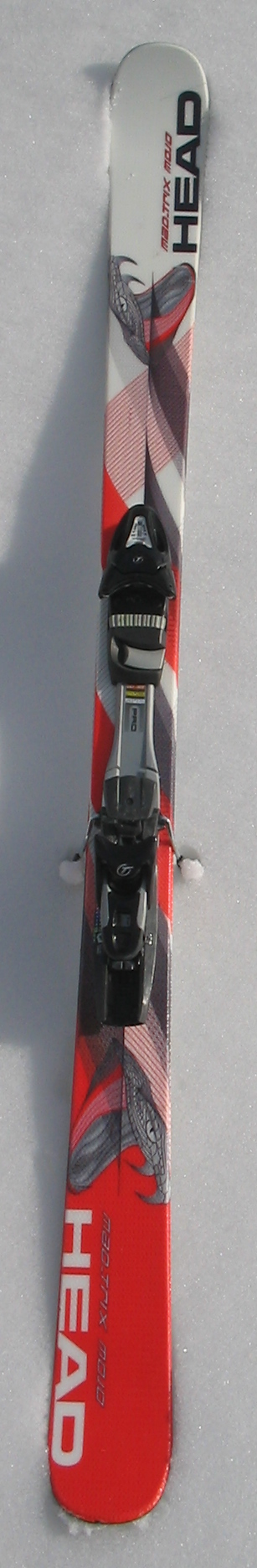
Un esquí alpí amb relativament poc sidecut i cambra clàssica: la punta i la cua toquen la neu, mentre que la secció del mig es troba elevada.

Un esquí és una tira estreta de material semi-rígid que s'utilitza com a calçat per lliscar sobre la neu. Substancialment més llargs que amples i utilitzats en parelles, els esquís estan fixats a les botes d'esquí a través d'unes fixacions, amb els talons lliures, bloquejables o parcialment fixats. Per esquiar en pendents costeruts, es poden enganxar a la base de l'esquí pegats antilliscants (fets antigament amb pell de foca i actualment amb material sintètic).
Creats originalment per facilitar el trasllat sobre la neu, s'utilitzen avui en dia sobretot recreativament per practicar l'esquí.

## Etimologia i ús
La paraula esquí (en anglès, ski) prové de la paraula del nòrdic antic skíð, que significa "fusta esquerdada", "pal de fusta" o "esquí". Algunes expressions habituals del nòrdic antic sobre l'acció d'esquiar són, per exemple, fara á skíðum (viatjar, moure's ràpidament sobre esquís), renna (moure's ràpidament) i skríða á skíðum (muntar sobre esquís). En noruec modern, la paraula ski ha mantingut en gran manera el significat del terme en nòrdic antic en expressions relacionats amb troncs de llenya partits, o materials de construcció de fusta, usats en teulades o en tanques. En noruec, aquesta paraula es pronuncia normalment [ˈʂiː]. En suec, una altra llengua que prové del nòrdic antic, la paraula és skidor (en plural, pronunciat [ˈɧîːdʊr]; i en singular: [skida]).
Tant l'anglès com el francès utilitzen la paraula tal com s'escriu en el noruec original (ski), tot i que en modifiquen la pronunciació. Abans del 1920, es veia sovint en anglès l'ús dels termes skee i snow-shoe (literalment, sabata de neu). En italià, es pronuncia similar al noruec, però s'escriu lleugerament diferent: sci (pronunciat [ˈʃi]). En portuguès i en castellà, s'adapta la paraula a les normes lingüístiques de cada idioma: esqui en portuguès i esquí en castellà. En alemany, s'utilitzen les paraules ski i schi, totes dues pronunciades [ˈʃiː]. En neerlandès, s'escriu ski i es pronuncia també com en el noruec original, [ˈʃiː], tot i que aproximadament als anys 1960 la lseva pronunciació va passar a ser [ˈskiː]. En gal·lès, la paraula s'escriu sgi. En moltes llengües, existeix una forma verbal derivada del substantiu, com ara to ski en anglès, skier en francès, esquiar en castellà, portuguès i català, sciare en italià, skiën en neerlandès o schi laufen o schi fahren en alemany. Norwegian and Swedish do not form a verb from the noun.
El finès té les seves pròpies paraules antigues tant pels esquís com per esquiar: "esquí" és suski i "esquiar" és hiihtää. La paraula suksi es remunta al períodes proto-uràlic, amb paraules similars com soks (en erzya) tåut (en vogul) i tuta (en nganassan). Els samis també tenen les seves pròpies paraules per "esquís" i "esquiar": per exemple, la paraula en sami de Lule que significa "esquí" és sabek i en plural s'anomenensabega. Els samis usen la paraula cuoigat pel verb "esquiar" (el terme podria tenir uns 10.000 anys d'antiguitat).

## Història
Els esquís més antics s'han trobat a Rússia (aproximadament, entre el 6300 i el 5000 aC), a Suècia (cap al 5200 aC) i a Noruega (circa 3200 aC).
La tecnologia dels esquís nòrdics va ser adoptada a principis del segle XX per permetre els esquiadors girar a velocitats més altes. Nous dissenys dels esquís i dels encaixos, juntament amb la introducció de remuntadors que permeten transportar els esquiadors fins al capdamunt de les pistes, va permetre el desenvolupament dels esquís alpins. Igualment, els avanços tecnològics en el camp nòrdic van permetre el desenvolupament d'esquís especials per patinar i fer salts.

### Esquís asimètrics

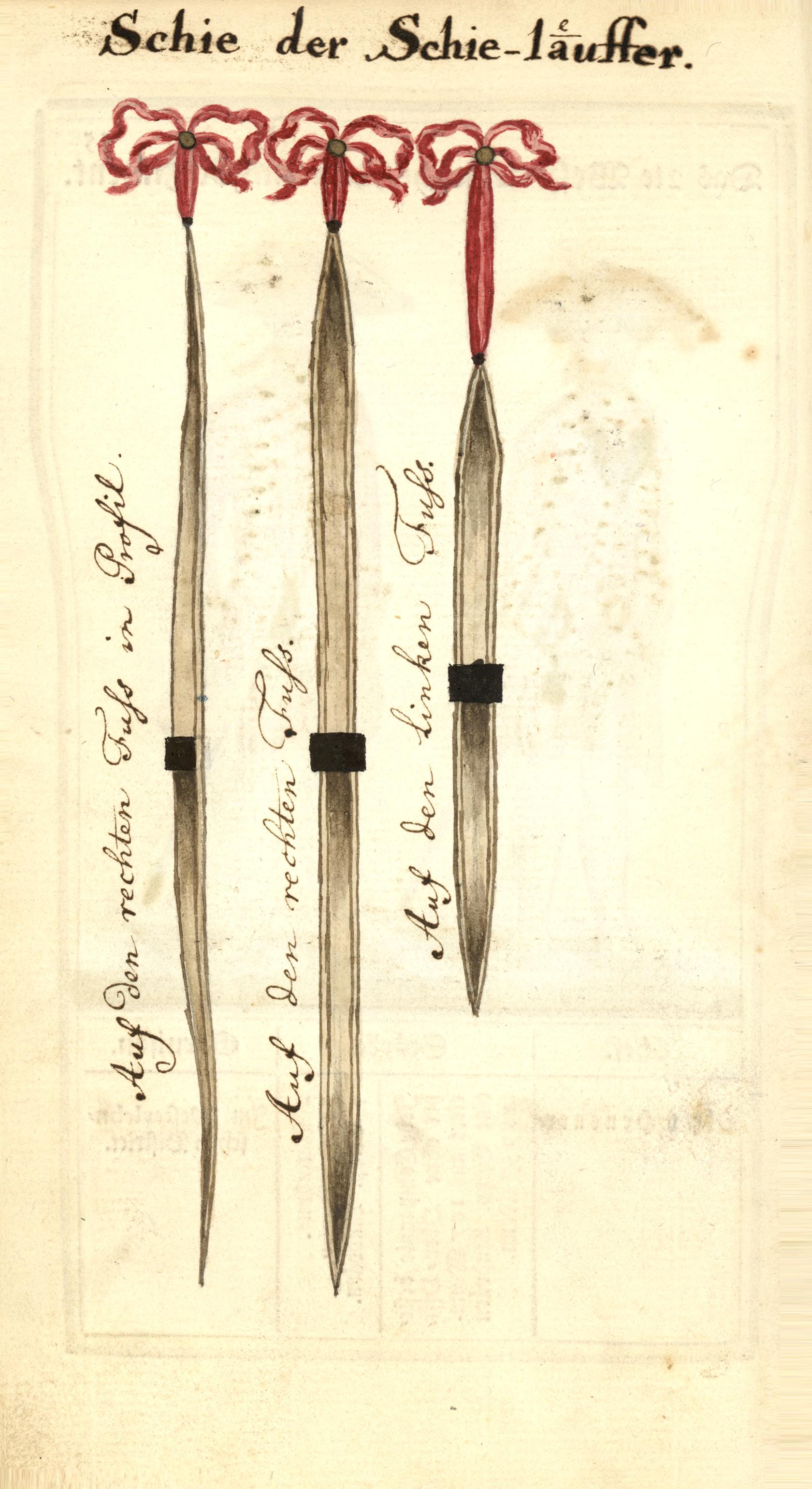
Esquís asimètrics utilitzats per l'exèrcit de Dinamarca-Noruega en el, esquí llarg per la cama dreta, i imatge també del perfil (a l'esquerra de tot).

Aquest tipus d'esquís van ser utilitzats al nord de Finlàndia i de Suècia, com a mínim des dels anys 1930. En un dels peus, l'esquiador duia un esquí llarg i recte, no arquejat per lliscar, metre que en l'altre cama hi duia un esquí més curt per impulsar-se. La part inferior de l'esquí curt era o bé llis o bé cobert per pell d'animal per facilitar-ne l'ús, mentre que l'esquí llarg, que suportava el pes de l'esquiador, era tractada amb greix animal talment com es fa en l'actualitat amb la cera d'esquís. La primera constància d'aquest tipus d'esquís es troba en les obres d'Olaus Magnus. Els associava als samis i els mencionava amb el nom en sami savek i golos, el llis i el curt recobert de pell respectivament.
Els noms d'aquests esquís en finlandès són lyly i kalhu pel llarg i pel curt respectivament.

### Esquí únic llarg
Els caçadors de foques del Golf de Bòtnia van desenvolupar un esquí llarg especial per tal de colar-se a una certa distància dels forats respiratoris de les foques, tot i que aquests esquís també eren útils per desplaçar-se per la neu comprimida i eren especialment llargs (d'uns 3-4 metres) per tal de protegir-se de les escletxes en el gel. En suec, s'anomenen skredstång.

### Esquís moderns

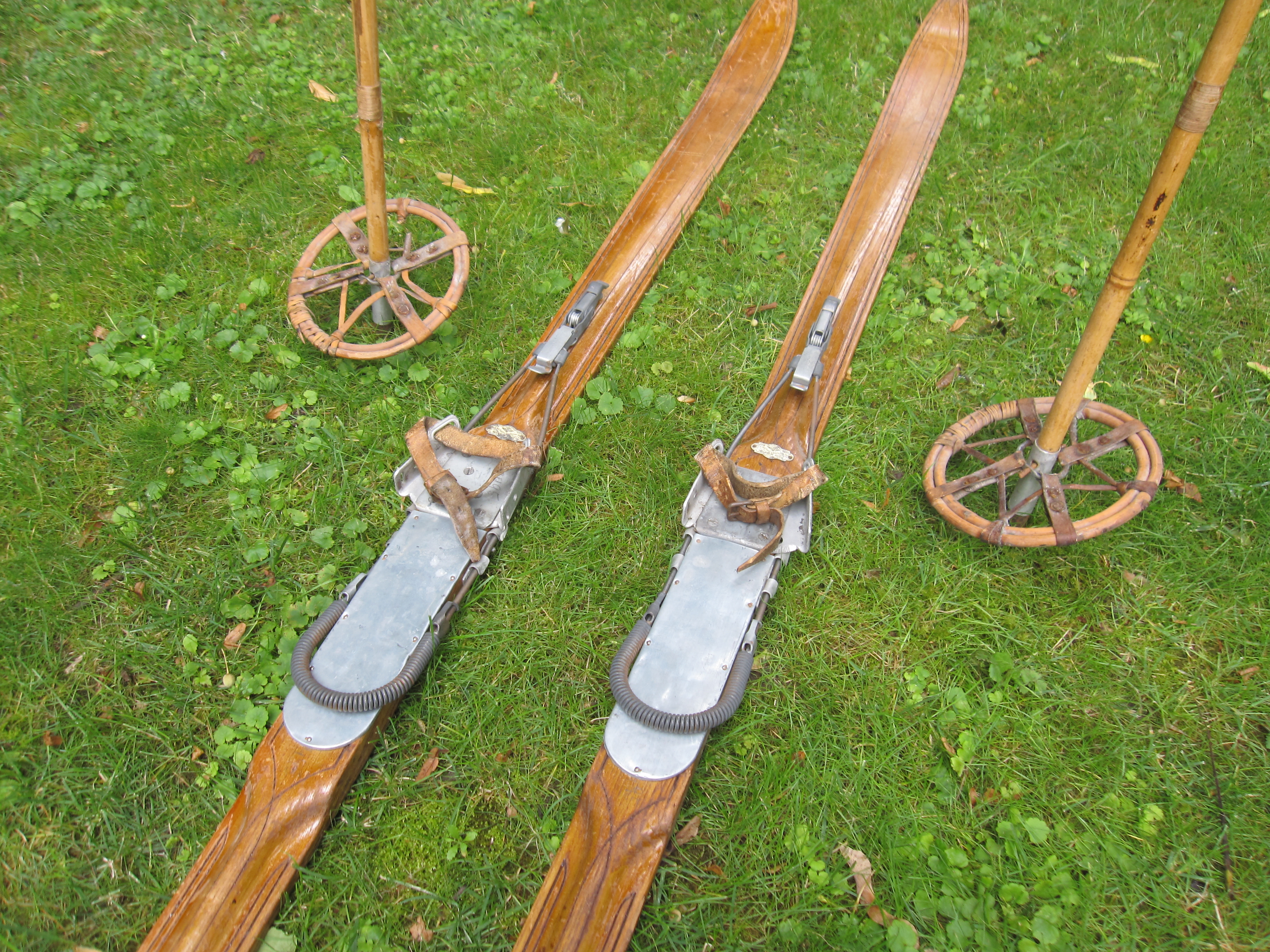
Esquís de fusta amb subjeccions de cable i pols de bambú.

Al voltant del 1850, artesans de Telemark, a Noruega, van inventar l'esquí amb cambra (o arquejat). Aquest esquí està arquejat pel mig, sota les subjeccions, que distribueix el pes de l'esquiador d'una forma més uniforme al llarg de tot l'esquí. Els esquís anteriors, no arquejats, havien de ser prou gruixuts per doblegar-se pel centre i enfonsar-se en la neu per l'acció del pes de l'esquiador. Aquest nou disseny fia possible construir esquís més fins i lleugers, que es flexionaven més fàcilment per absorbir els xocs amb els bonys de la neu, permetien una maniobrabilitat més gran i que permetien esquiar més ràpidament i fàcil. El disseny també incloïa un cert sidecut, que feia que l'esquí fos més estret sota el peu però mantingués la seva amplada tant a la punta com a la cua.
Tradicionalment, els esquís eren esculpits a mà sobre una sola peça de fusta dura, per exemple, de carya, bedoll o freixe. S'utilitzaven aquestes fustes per la seva densitat, pel seu comportament quan estàn sotmeses a la velocitat i per la seva resistència als xocs, tots ells factors important en les curses d'esquí. Atesa la disminució de la massa forestal a Europa, cada cop es feia mes difícil trobar fusta dura de qualitat, fet que va dur a la invenció de l'esquí laminat. A partir de 1891, els artesans d'esquís de Noruega van començar a laminar dues o més capes de fusta alhora per fer esquís de fons. Aquests van evolucionar a esquís multi-laminats d'alt rendiment a mitjans dels anys 30 del segle xx.
Un esquí laminat és un esquí compost per dos tipus diferents de fusta que són enganxats. La capa superior de fusta tova s'enganxa sobre una capa prima sota una superfície de fusta dura. De fet, aquesta combinació creava esquís que són molt més lleugers i maniobrables que els esquís pesats de fusta dura que els van precedir. Malgrat ser més lleugers i forts, els esquís laminats no anaven bé. Les pegues solubles en aigua que s'usaven en aquells temps fallaven: els esquís es deformaven i s'esquerdaven al llarg dels trams de pega en un provés freqüent i ràpid. L'any 1922, l'esquiador noruec Thorbjorn Nordby, va desenvolupar un adhesiu fort i resistent a l'aigua que evitava el problema de les esquerdes, i que per tant convertia l'esquí en un material molt més dur. La recerca en el disseny dels esquís laminats de seguida va progressar. L'any 1933, es va introduir una nova tecnologia de disseny que consistia en una càscara exterior de fusta dura que revestia per complet una capa interior de fusta més lleugera, eliminant de forma espontània i exitosa les esquerdes. Aquest primer disseny va acabar evolucionant en una tècnica de laminació més avançada que es coneix avui en dia com la tecnologia de revestiment de carcassa única.
L'any 1950, Howard Head va introduir el Head Standard, que consistia en revestir amb un aliatge d'alumini un nucli de contraplacat. El disseny incloïa vores d'acer (inventades l'any 1929 a Àustria,) i les superfícies exteriors estaven fetes de resina fenòlica sobre la qual es podia afegir cera. Aquest esquí, que va ser molt exitós, era únic en el seu temps i va ser dissenyat per l'esquí recreatiu, més que no pas per l'esquí de competició. L'any
1962: un esquí de plàstic reforçat amb fibra de vidre (fibreglass), el White Star de Kneissl, va ser utilitzat per Karl Schranz per guanyar dues medalles d'or en el Campionat del Món d'esquí alpí. A finals dels anys 1960, el fibreglass havia substituït gairebé per complet l'alumini.
En el Campionat del Món d'esquí alpí de 1974, Magne Myrmo ha estat l'últim campió del món (Falun, 15 km esquí de fons) que ha utilitzat esquís de fusta.
L'any 1975, es va patentar el disseny de l'esquí amb torsion box. La patent duu els noms de Kästle, Salomon, Rottefella, i Madshus. L'any 1993, l'empresa Elan va introduir el model Elan SCX, esquís amb un punta i una cua molt més ampla, en comparació amb la cintura. Les tècniques d'esquí de fons utilitzen diferents estils de gir; les vores no són tan importants, i els esquís tenen poc sidecut. Durant molts anys, els esquís alpins tenien formes similars als de fons, que eren simplement més curts i amples, però l'Elan SCX va introduir un disseny amb sidecut radial que va millorar-ne el rendiment de forma molt significativa. Altres empreses van seguir el seu exemple, un dissenyador austríac va admetre que "sembla que tot el que hem cregut que sabíem durant quaranta anys estava equivocat." Line Skis, la primera empresa d'esquís centrada en el free-ski (esquí lliure) van inspirar la nova fornada del moviment d'esquí lliure amb les seves planzes d'esquís amb twin-tips (puntes bessones) l'any 1995. La primera empresa que va produir de forma massiva i exitosa esquís amb twin-tip va ser el Salomon Group.

## Geometria
Descrit en el sentit del moviment, la part frontal de l'esquí, típicament punxeguda o arrodonida, és la punta; la part del mig és la cintura i la part posterior és la cua. Els esquís tnen quatre aspectes que caracteritzen el seu rendiment: la longitud, l'amplada, el side cut (la lleugera forma de rellotge de sorra que tenen els esquís, vistos des de dalt) i la cambra (la forma arquejada que tenen els esquís, vistos de perfil). Els esquís també poden diferir en més aspectes menors per tal de suplir uns certs requeriments. Per exemple, els esquís mogul són més tous i absorbeixen els impactes, els esquís powder (en anglès, pols) són més amples i proporcionen més flotació, mentre que els esquís rocker es dobleguen cap amunt (tenen cambra reversa) a la punta i a la cua perquè sigui més fàcil girar sobre neu profunda i pesada.

## Tipus

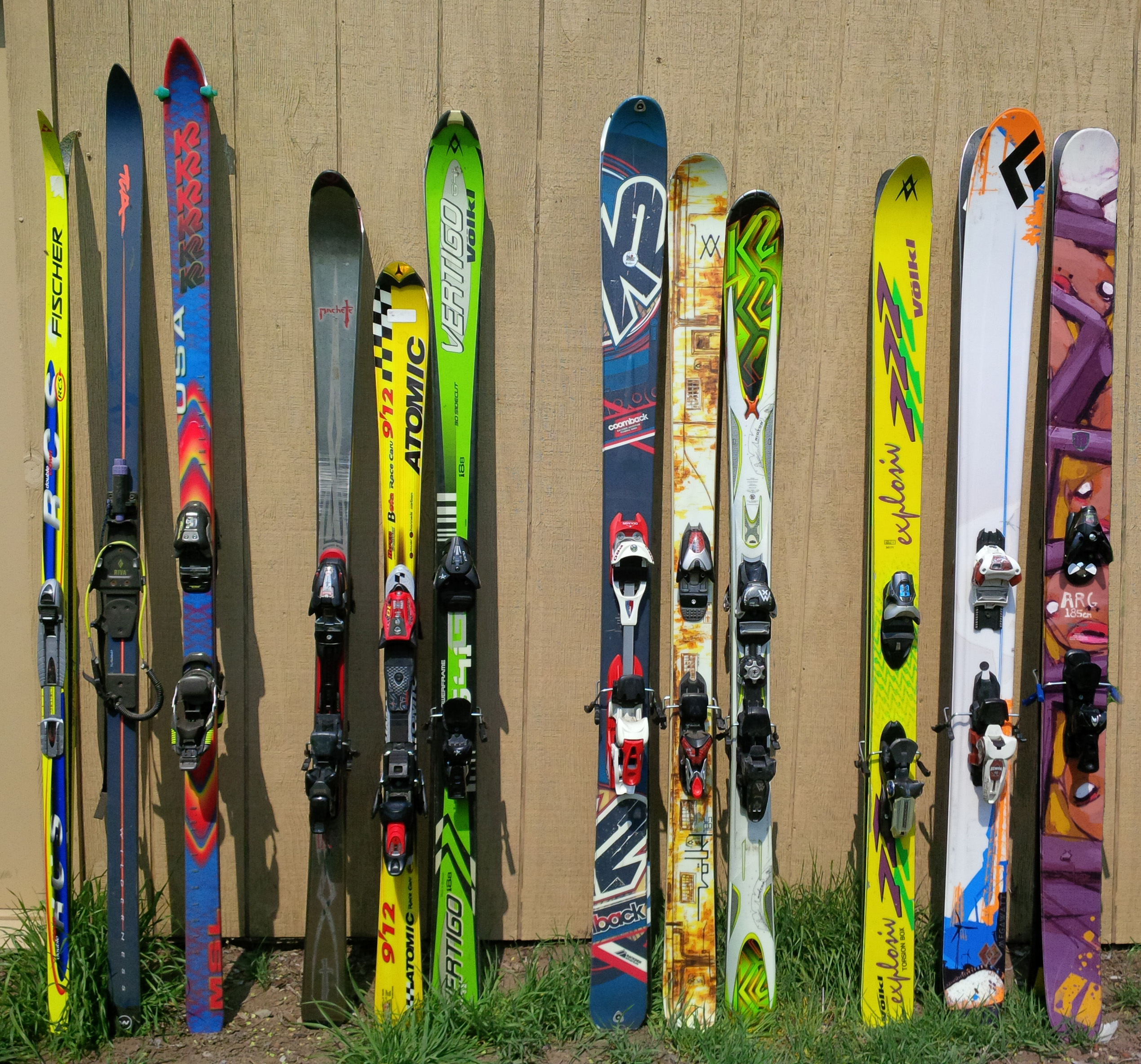
Quatre tipus diferents d'esquís, d'esquerra a dreta:
1. Non-sidecut: esquí de fons, telemark i mountaineering
2. Paràbolic
3. Twin-tip
4. Powder

En la història dels esquís, se n'han desenvolupat diversos tipus, disssnyats per necessitats diferents, dels quals a continuació hi ha una selecció.

### Alpí
El disseny dels esquís ha evolucionat molt des dels inicis de l'esport modern, a la Noruega de mitjans del segle xix. Els esquís moderns tenen, normalment, les vores, la cambra, el side cut i sovint també la cambra reversa d'acer. Durant els anys 1990, la forma de side cut es va tornar més pronunciada perquè fos més fàcil definir els girs. Els esquís alpins solen tenir subjeccions que fixen els talons. Existeixen esquís alpins més especialitzats per certs usos, com ara els esquís de puntes iguals (twint-tip skis en anglès) per fer esquí freestyle, esquís de travessa (touring skis en anglès), i monoesquís.

### Nòrdic
En l'esquí nòrdic, l'esquiador no sol utilitzar remuntador per transportar-se a dalt del terreny amb pendent i, per tant, els esquís i les botes solen ser més lleugers, amb el taló no fixat a l'esquí per tal de facilitar la caminada.
- Els esquís de fons són lleugers i estrets, amb un cert side cut. Es distingeixen, típicament, tres sistemes de subjecció: l'NNN de la marca Rottefella, el perfil SNS de Salomon, i el pilot SNS. Les bases dels esquís són recubertes de cera per tal de reduir la fricció durant la moció cap endavant, i també se'ls pot afegir cera per millorar-ne l'adherència. Alguns models sense cera tenen patrons en la part inferior per tal d'estalviar haver de posar cera.
- Els esquís de patinatge són més curts que els esquís clàssics i no necessiten cera d'adherència. La tècnica de patinatge és usada en els biatlons.
- Els esquís de salts són llargs i amples.
- Els skirolls tenen rodes i s'utilitzen sobre paviments secs, en absència de neu.